# .257 Roberts

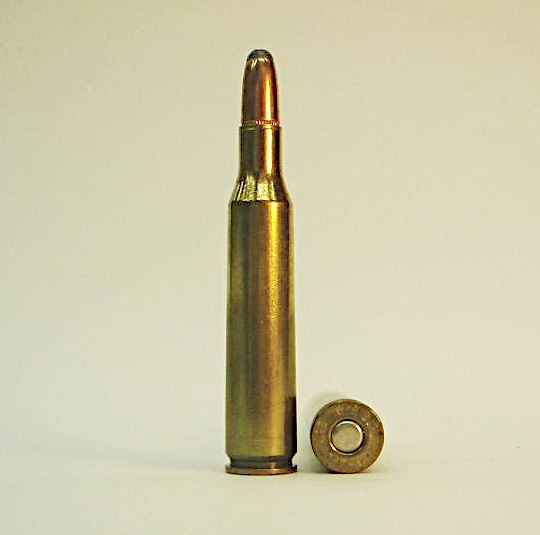
Um cartucho .257 Roberts.

O .257 Roberts, também conhecido como .257 Bob, é um cartucho de fogo central de rifle, introduzido em 1934 pela Remington Arms Company dando suporte a uma bala .257 (6,5 mm).
O .257 Roberts é um cartucho de calibre .25, de potência média. Foi descrito como o melhor compromisso entre o recuo baixo e a trajetória plana de calibres menores, como o .22 e 6 mm, além da forte energia, mas sem o recuo forte de calibres de caça populares maiores, como o 7 mm e o 30-06.

## Histórico
Muitos designers de cartuchos na década de 1920 estavam criando vários cartuchos de calibre .25. Por causa de seu tamanho, o estojo do 7x57mm Mauser era uma escolha comum, tendo quase a capacidade de volume ideal para o "quarter-bore" (chamado assim porque o calibre .25 tem um quarto de polegada) usando as pólvoras disponíveis na época. Ned Roberts costuma ser creditado como tendo sido o criador do cartucho. Eventualmente, em 1934, a Remington Arms optou por introduzir sua própria versão comercial de tal cartucho, e embora não tivesse as dimensões exatas do wildcat feito por Roberts, eles o chamaram de .257 Roberts.
Desde sua introdução até o surgimento de cartuchos de 6 mm mais populares, como .243 Winchester e o 6mm Remington, foi um cartucho de uso geral muito popular. Hoje, embora ofuscado por outros cartuchos, o .257 Roberts continua vivo em rifles por ação de ferrolho disponíveis em alguns dos principais fabricantes.